# ولادیمیر کریلوف
ولادیمیر کریلوف (روسی: Влади́мир Валенти́нович Крыло́в؛ زادهٔ ۲۶ فوریهٔ ۱۹۶۴) دونده اهل اتحاد جماهیر شوروی سوسیالیستی است.